# Mistrzostwa Świata Juniorów Młodszych w Lekkoatletyce 2001

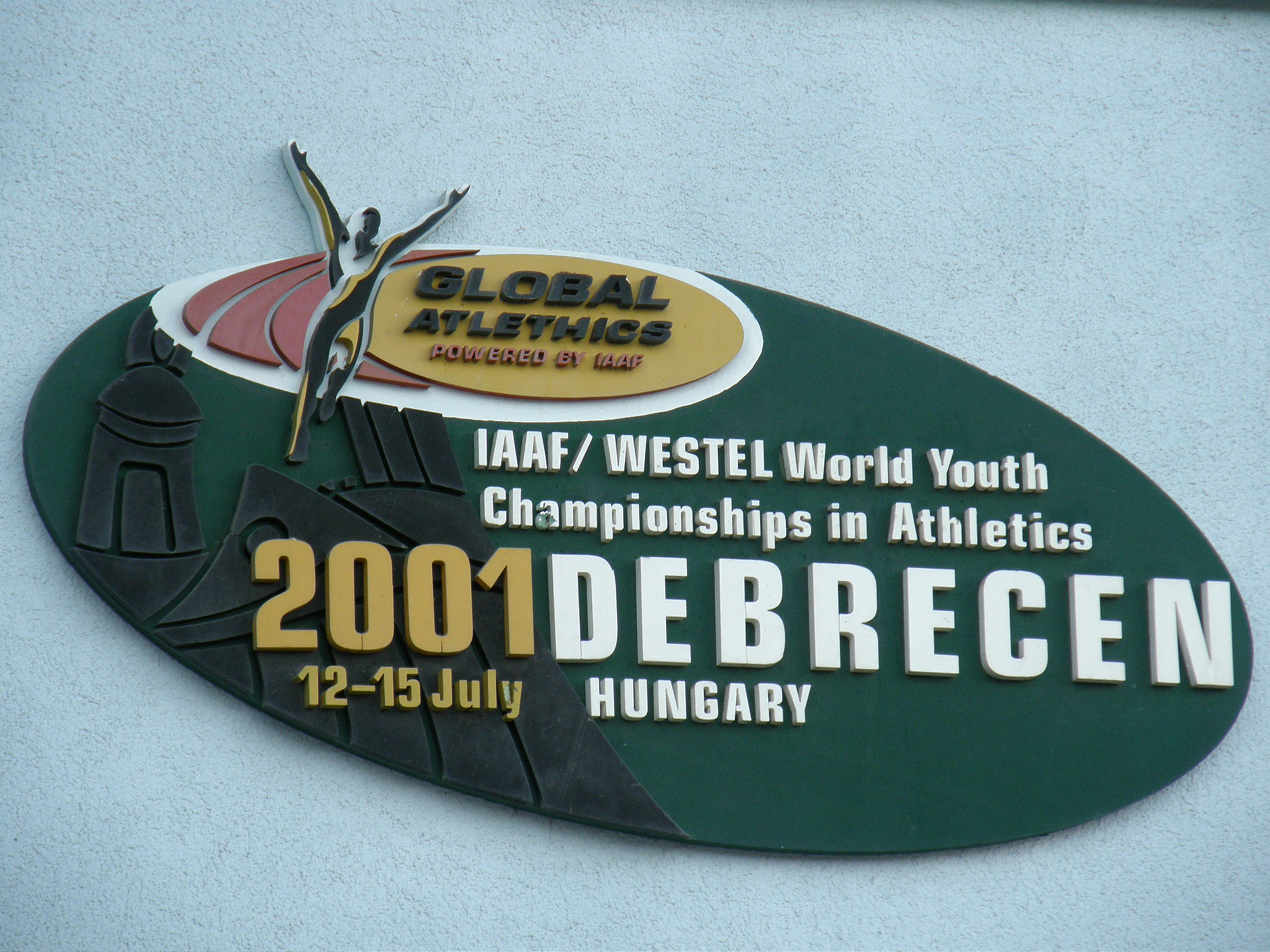
Logo mistrzostw na ścianie stadionu w Debreczynie

2. Mistrzostwa Świata Juniorów Młodszych w Lekkoatletyce – międzynarodowe zawody lekkoatletyczne, organizowane pod egidą IAAF, dla zawodników do lat 17. Mistrzostwa odbywały się w węgierskim Debreczynie (na Gyulai István Atlétikai Stadion) od 12 do 15 lipca 2001 roku. Reprezentanci Polski wywalczyli cztery medale: złoto zdobył Karol Grzegorczyk oraz męska sztafeta szwedzka (Tomasz Kaska, Piotr Zrada, Piotr Kędzia, Karol Grzegorczyk), srebro wywalczył Piotr Kędzia, a brązowy krążek wywalczyła tyczkarka Anna Olko.

## Rezultaty

### Mężczyźni
| Konkurencja:                 | Złoto:                                                                 | Złoto:   | Srebro:                                                                             | Srebro:  | Brąz:                                                                                    | Brąz:    |
| ---------------------------- | ---------------------------------------------------------------------- | -------- | ----------------------------------------------------------------------------------- | -------- | ---------------------------------------------------------------------------------------- | -------- |
| 100 m                        | Darrel Brown · Trynidad i Tobago                                       | 10,31    | Willie Hordge · Stany Zjednoczone                                                   | 10,41    | Jonathan Wade · Stany Zjednoczone                                                        | 10,53    |
| 200 m                        | Jonathan Wade · Stany Zjednoczone                                      | 20,95    | Michael Grant · Stany Zjednoczone                                                   | 21,30    | Dion Rodriguez · Trynidad i Tobago                                                       | 21,36    |
| 400 m                        | Karol Grzegorczyk · Polska                                             | 46,90    | Piotr Kędzia · Polska                                                               | 47,12    | Jermaine Gonzales · Jamajka                                                              | 47,51    |
| 800 m                        | Salem Amer Al-Badri · Katar                                            | 1:50,15  | Cosmas Rono · Kenia                                                                 | 1:50,35  | Liao Fu-Pin · Chińskie Tajpej                                                            | 1:51,35  |
| 1500 m                       | Isaac Kiprono Songok · Kenia                                           | 3:36,78  | Samuel Dadi · Etiopia                                                               | 3:39,78  | Abdulrahman Sulaiman · Katar                                                             | 3:42,03  |
| 3000 m                       | Markos Geneti · Etiopia                                                | 7:55,82  | David Kilel · Kenia                                                                 | 7:56,95  | James Kwalia · Kenia                                                                     | 7:57,71  |
| 2000 m z przeszkodami        | David Kirwa · Kenia                                                    | 5:33,40  | Brimin Kipruto · Kenia                                                              | 5:36,81  | Abrham Kebeto · Etiopia                                                                  | 5:37,76  |
| 110 m przez płotki (91,4 cm) | Nassim Meziane Ibrahimi · Katar                                        | 13,27    | Marthinus van der Vyver · Południowa Afryka                                         | 13,35    | Eddy De Lépine · Francja                                                                 | 13,39    |
| 400 m przez płotki (84,0 cm) | Amin Mohammed Al-Ozon · Syria                                          | 50,25    | Jonathan Walker · Stany Zjednoczone                                                 | 51,32    | Kenji Narisako · Japonia                                                                 | 52,09    |
| Chód na 10 000 m             | Władimir Kanajkin · Rosja                                              | 42:55,75 | Michaił Sieriedowicz · Białoruś                                                     | 43:44,32 | Francisco Flores · Meksyk                                                                | 43:53,13 |
| Sztafeta szwedzka            | Polska · Tomasz Kaska · Piotr Zrada · Piotr Kędzia · Karol Grzegorczyk | 1:50,46  | Stany Zjednoczone · Jonathan Wade · Michael Grant · Willie Hordge · Jonathan Walker | 1:50,90  | Południowa Afryka · Samuel Brits · Marthinus van der Vyver · Leigh Julius · L.J. van Zyl | 1:51,35  |
| Skok wzwyż                   | Aleksiej Dmitrik · Rosja                                               | 2,23     | James Watson · Australia                                                            | 2,21     | Aleksandr Plisko · Białoruś                                                              | 2,19     |
| Skok o tyczce                | Artiom Kupcow · Rosja                                                  | 5,15     | Vincent Favretto · Francja                                                          | 5,15     | Go Kishita · Japonia                                                                     | 5,00     |
| Skok w dal                   | Thiago Dias · Brazylia                                                 | 7,72     | Ibrahim Abdullah Al-Walid · Katar                                                   | 7,62     | Andrew Howe Besozzi · Włochy                                                             | 7,61     |
| Trójskok                     | Jonathan Moore · Wielka Brytania                                       | 16,36    | Arnie David Giralt · Kuba                                                           | 16,33    | Osniel Tosca · Kuba                                                                      | 15,67    |
| Pchnięcie kulą (5 kg)        | Georgi Iwanow · Bułgaria                                               | 19,73    | Yasser Ibrahim Farag · Egipt                                                        | 19,58    | Lee Min-Won · Korea Południowa                                                           | 19,57    |
| Rzut dyskiem (1,5 kg)        | Chalid Habasz as-Suwajdi · Katar                                       | 62,67    | Robert Harting · Niemcy                                                             | 62,04    | Omar Ahmed El Ghazaly · Egipt                                                            | 61,06    |
| Rzut młotem (5 kg)           | József Horváth · Węgry                                                 | 80,11    | Werner Smit · Południowa Afryka                                                     | 79,48    | Kiriłł Ikonnikow · Rosja                                                                 | 77,75    |
| Rzut oszczepem (700 g)       | Teemu Wirkkala · Finlandia                                             | 76,18    | Hamed Al-Khalifa · Katar                                                            | 73,56    | Tero Järvenpää · Finlandia                                                               | 68,85    |
| 8-bój                        | Rene Oruman · Estonia                                                  | 6219     | Essa Mufarrah · Arabia Saudyjska                                                    | 6024     | Jason Dudley · Australia                                                                 | 5997     |

### Kobiety
| Konkurencja:                 | Złoto:                                                                              | Złoto:   | Srebro:                              | Srebro:  | Brąz:                                | Brąz:    |
| ---------------------------- | ----------------------------------------------------------------------------------- | -------- | ------------------------------------ | -------- | ------------------------------------ | -------- |
| 100 m                        | Allyson Felix · Stany Zjednoczone                                                   | 11,57    | Kerron Stewart · Jamajka             | 11,72    | Zuzana Kosová · Czechy               | 11,83    |
| 200 m                        | Angel Perkins · Stany Zjednoczone                                                   | 23,07    | Amy Spencer · Wielka Brytania        | 23,45    | Zuzana Kosová · Czechy               | 23,98    |
| 400 m                        | Stephanie Smith · Stany Zjednoczone                                                 | 52,19    | Jerrika Chapple · Stany Zjednoczone  | 52,80    | Anneisha McLaughlin · Jamajka        | 53,35    |
| 800 m                        | Cherotich Ruto · Kenia                                                              | 2:05,50  | Veronika Plesarová · Czechy          | 2:06,01  | Carlene Robinson · Jamajka           | 2:06,18  |
| 1500 m                       | Georgie Clarke · Australia                                                          | 4:14,08  | Florence Kyalo · Kenia               | 4:15,71  | Sentayehu Ejigu · Etiopia            | 4:17,51  |
| 3000 m                       | Sally Chepyego · Kenia                                                              | 9:09,95  | Mestawet Tufa · Etiopia              | 9:11,60  | Fridah Domongole · Kenia             | 9:12,70  |
| 100 m przez płotki (76,2 cm) | Kathrin Geissler · Niemcy                                                           | 13,49    | Ashley Lodree · Stany Zjednoczone    | 13,75    | Carla Fick · Południowa Afryka       | 13,75    |
| 400 m przez płotki           | Camile Robinson · Jamajka                                                           | 58,72    | Kimberly Crow · Australia            | 59,28    | Olga Nikołajewa · Rosja              | 59,41    |
| Chód na 5000 m               | Jiang Kun · Chiny                                                                   | 22:49,21 | Ksenija Isczejkina · Rosja           | 22:58,43 | Snieżana Jurczenko · Białoruś        | 23:28,51 |
| Sztafeta szwedzka            | Stany Zjednoczone · Ashley Lodree · Allyson Felix · Angel Perkins · Stephanie Smith | 2:03,83  | Jamajka                              | 2:07,45  | Rumunia                              | 2:09,70  |
| Skok wzwyż                   | Aileen Wilson · Wielka Brytania                                                     | 1,87     | Petrina Price · Australia            | 1,81     | Levern Spencer · Saint Lucia         | 1,81     |
| Skok o tyczce                | Silke Spiegelburg · Niemcy                                                          | 4,00     | Aleksandra Kiriaszowa · Rosja        | 4,00     | Anna Olko · Polska                   | 3,95     |
| Skok w dal                   | Shermin Oksuz · Australia                                                           | 6,41 CR  | Elena Anghelescu · Rumunia           | 6,32     | Angela Dies · Niemcy                 | 6,03     |
| Trójskok                     | Alina Popescu · Rumunia                                                             | 13,76    | Swietłana Bolszakowa · Rosja         | 13,32    | Michelle Sanford · Stany Zjednoczone | 13,22    |
| Pchnięcie kulą               | Valerie Vili · Nowa Zelandia                                                        | 16,87 CR | Michelle Carter · Stany Zjednoczone  | 15,23    | Julija Leanciuk · Białoruś           | 15,08    |
| Rzut dyskiem                 | Ma Xuejun · Chiny                                                                   | 54,93 CR | Darja Piszczalnikowa · Rosja         | 49,37    | Amarachi Ukabam · Stany Zjednoczone  | 46,13    |
| Rzut młotem                  | Andrea Kéri · Węgry                                                                 | 59,86    | Berta Castells · Hiszpania           | 59,65    | Marija Smalaczkowa · Białoruś        | 59,16    |
| Rzut oszczepem               | Kimberley Mickle · Australia                                                        | 51,83    | Justine Robbeson · Południowa Afryka | 51,54    | Andrea Kvetová · Czechy              | 51,49    |
| 7-bój                        | Annett Wichmann · Niemcy                                                            | 5470     | Christine Schulz · Niemcy            | 5346     | Amandine Constantin · Francja        | 5296     |

## Klasyfikacja medalowa
| Miejsce | Kraj              | Złoto | Srebro | Brąz | Razem |
| 1.      | Stany Zjednoczone | 5     | 7      | 3    | 15    |
| 2.      | Kenia             | 4     | 4      | 2    | 10    |
| 3.      | Rosja             | 3     | 4      | 2    | 9     |
| 4.      | Australia         | 3     | 3      | 1    | 7     |
| 5.      | Katar             | 3     | 2      | 1    | 6     |
| 6.      | Niemcy            | 3     | 1      | 1    | 5     |
| 7.      | Wielka Brytania   | 2     | 2      | 0    | 4     |
| 8.      | Polska            | 2     | 1      | 1    | 4     |
| 9.      | Węgry             | 2     | 0      | 0    | 2     |
| 9.      | Chiny             | 2     | 0      | 0    | 2     |
| 11.     | Jamajka           | 1     | 2      | 3    | 6     |
| 12.     | Etiopia           | 1     | 2      | 2    | 5     |
| 13.     | Rumunia           | 1     | 1      | 1    | 3     |
| 14.     | Trynidad i Tobago | 1     | 0      | 1    | 2     |
| 14.     | Finlandia         | 1     | 0      | 1    | 2     |
| 16.     | Brazylia          | 1     | 0      | 0    | 1     |
| 16.     | Bułgaria          | 1     | 0      | 0    | 1     |
| 16.     | Estonia           | 1     | 0      | 0    | 1     |
| 16.     | Nowa Zelandia     | 1     | 0      | 0    | 1     |
| 16.     | Syria             | 1     | 0      | 0    | 1     |
| 21.     | Południowa Afryka | 0     | 3      | 2    | 5     |
| 22.     | Białoruś          | 0     | 1      | 4    | 5     |
| 23.     | Czechy            | 0     | 1      | 3    | 4     |
| 24.     | Francja           | 0     | 1      | 2    | 3     |
| 25.     | Kuba              | 0     | 1      | 1    | 2     |
| 25.     | Egipt             | 0     | 1      | 1    | 2     |
| 27.     | Arabia Saudyjska  | 0     | 1      | 0    | 1     |
| 27.     | Hiszpania         | 0     | 1      | 0    | 1     |
| 29.     | Japonia           | 0     | 0      | 2    | 2     |
| 30.     | Włochy            | 0     | 0      | 1    | 1     |
| 30.     | Korea Południowa  | 0     | 0      | 1    | 1     |
| 30.     | Saint Lucia       | 0     | 0      | 1    | 1     |
| 30.     | Meksyk            | 0     | 0      | 1    | 1     |
| 30.     | Chińskie Tajpej   | 0     | 0      | 1    | 1     |